# 노키아 루미아 720

로고

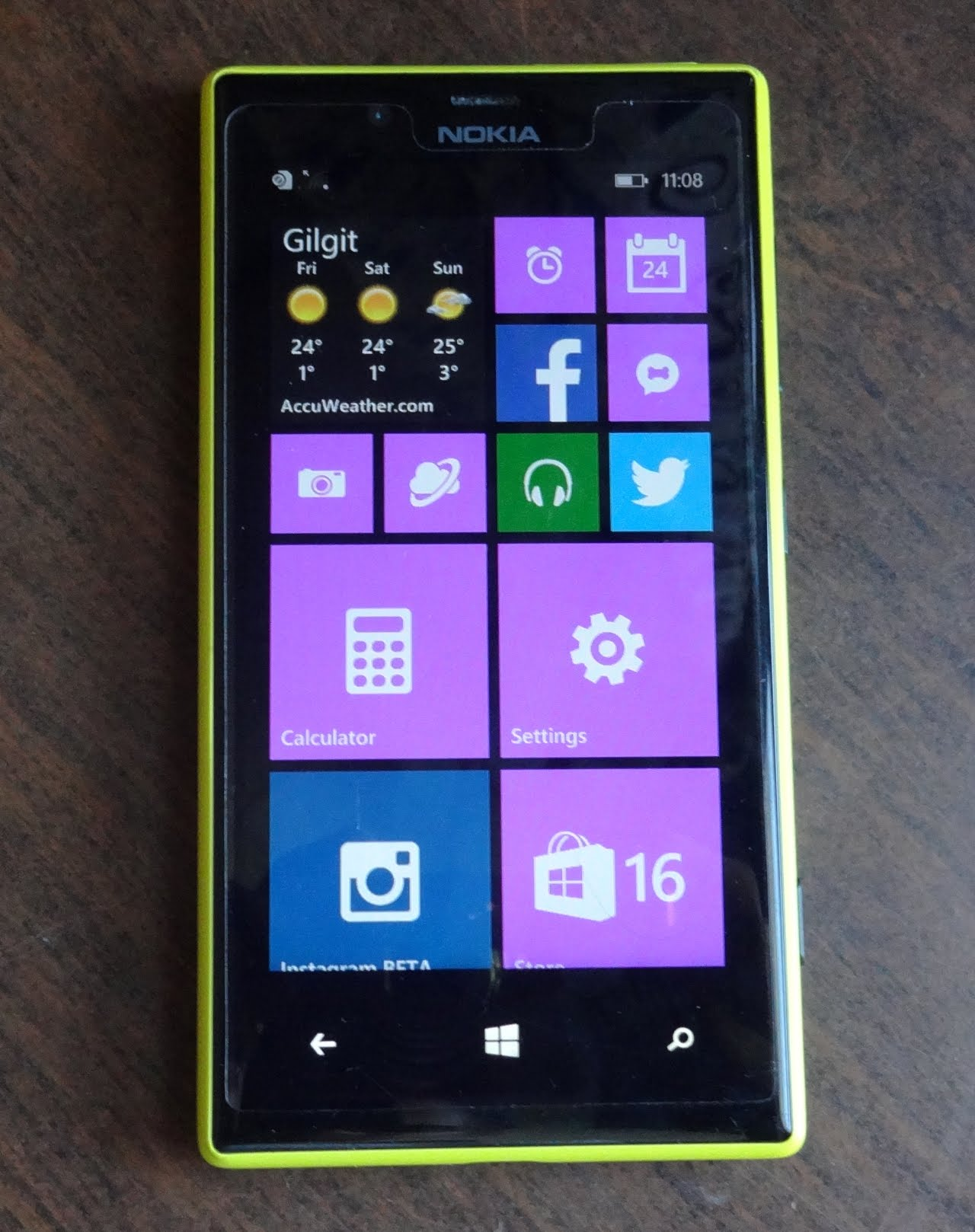
노키아 루미아 720

노키아 루미아 720(Nokia Lumia 720)은 노키아에서 제조한 윈도우 폰 8 장치이다. 2013년 모바일 월드 콩그레스(Mobile World Congress)에서 발표되었다.

## 하드웨어
이 전화기에는 사용자가 전화기의 모양을 맞춤 설정할 수 있을 뿐만 아니라 무선 충전(별도의 액세서리 케이스 추가)과 같은 기능을 추가할 수 있는 다양한 후면 '셸'이 있다. 탈착식 후면 셸은 장치에 쉽게 교체할 수 있는 이점을 제공한다(특히 손상된 경우). 동작 키(볼륨, 전원 및 전용 카메라 키)는 오른쪽에 있으며, 장치 상단에는 3.5mm 헤드폰 잭이 장착되어 있고 베이스에는 마이크로 USB 포트가 있다.
9mm 두께의 노키아 루미아 720은 발표 당시 노키아가 생산한 가장 얇은 단일 바디 폴리카보네이트 셸 스마트폰 중 하나였다.

### 화면
4.3인치 디스플레이는 800 x 480 픽셀의 WVGA 해상도와 15:9의 화면비를 가지고 있다.
다른 기능들:
- 야외 가시성을 향상시키는 클리어블랙(ClearBlack)
- 장갑, 손톱 등을 사용해도 쉽게 사용할 수 있는 초고감도 디스플레이.
- 화면 보호 기능은 Corning® Gorilla® Glass 2에서 제공된다.[2]

### 배터리 및 충전
옵션 액세서리 커버를 사용하여 무선 충전을 지원한다. 또한 기존의 유선 전원 어댑터나 USB 케이블을 사용하여 물리적으로 충전할 수도 있다.
더 큰 루미아 920과 마찬가지로 2000mAh 용량 배터리를 사용하므로 배터리 수명이 더 길어진다.

## 소프트웨어
이것은 노키아 맵스를 Here Maps, Here Transit 및 HERE Drive와 같은 Here 내비게이션 서비스 제품군으로 대체한 최초의 노키아 휴대폰이지만 다른 2세대 루미아 장치와 달리 HERE Drive+가 없다.
다른 루미아 장치와 마찬가지로 720에는 HTC 8X, Samsung Ativ S 및 Huawei Ascend W1과 같은 다른 윈도우 폰 8 핸드셋과 차별화되는 노키아 전용 앱이 포함되어 있다.
2014년 4월에 발표된 최신 루미아 윈도우 폰 버전인 루미아 Cyan에는 윈도우 폰 8.1이 포함되어 있으며 그해 후반에 전 세계적으로 출시되기 시작했다.
2015년 1월 마이크로소프트는 노키아 720용 루미아 Denim 업데이트를 출시했다. 이 업데이트는 버그를 수정하고 전화기에 새로운 기능을 추가한다.

## 가용성
노키아는 현재 LTE를 사용하는 사업자가 이 장치를 제공할 것으로 기대하지 않는다. 왜냐하면 이 장치는 HSPA+ 장치이고 더 빠른 4G LTE 네트워크를 활용할 수 없기 때문이다.

## 같이 보기
- 마이크로소프트 루미아